# 巴恩德戈拉
巴恩德戈拉（Bandhgora），是印度贾坎德邦Bokaro县的一个城镇。总人口6759（2001年）。

## 人口
该地2001年总人口6759人，其中男性3561人，女性3198人；0—6岁人口1157人，其中男566人，女591人；识字率53.13%，其中男性为69.90%，女性为34.46%。